# Stopień wierzchołka
Stopień wierzchołka – liczba krawędzi grafu incydentnych do wierzchołka. Jest on równy sumie liczb wszystkich łuków wchodzących, wychodzących, krawędzi i pętli; W grafach skierowanych można też wyróżnić stopień wchodzący i stopień wychodzący. Są to odpowiednio liczby łuków wchodzących do i wychodzących z wierzchołka.
Stopień wierzchołka {\displaystyle v} oznacza się w następujący sposób: {\displaystyle \deg(v)}.